# Герб Суринама
Герб Суринама — один из государственных символов Суринама, принятый 25 ноября 1975 года. Надпись на гербе гласит «Justitia-Pietas-Fides», что в переводе с латыни означает Справедливость, Праведность и Верность. На гербе изображены два коренных жителя страны, держащих центральный щит. Его левая половина символизирует прошлое, в котором в Суринам на кораблях привозились рабы из Африки. Правая половина олицетворяет настоящее, изображённое в виде пальмы, являющейся также символом праведного человека. Ромб в центре щита — стилизованная форма сердца, рассматривающегося как орган любви. Точки ромба указывают четыре стороны света. Жёлтая звезда в ромбе является символом доверия, а её пять концов олицетворяют пять континентов и пять крупных этнических групп, из которых состоит население Суринама.
- Герб Суринама 1959-1975